# Suzuki Vitara X-90
Der Suzuki Vitara X-90 (teilweise auch nur X-90, in Japan SUV Cabrio) ist ein von 1995 bis Mai 1997 produziertes Pkw-Modell des japanischen Automobilherstellers Suzuki. Der Wagen ist ein Sport Utility Vehicle mit herausnehmbarem Metall/Glas-Targadach und basiert auf dem Suzuki Vitara. Mit ihm teilt sich der zweisitzige X-90 den Leiterrahmen und die Motoren- und Antriebstechnik. Aufgrund des ungewöhnlichen Designs wurden weltweit nur geringe Stückzahlen des Vitara X-90 verkauft.

## Übersicht
Die einzige angebotene Motorisierung war ein 1,6-Liter-16-Ventiler (Normalbenzin) mit 71 kW (97 PS). In Deutschland wurde er nur mit zuschaltbarem Allradantrieb angeboten, während er in andere Märkte auch mit Hinterradantrieb ausgeliefert wurde. Besonderheiten sind die rahmenlosen Scheiben, das T-Roof-Dachkonzept und die für damalige Verhältnisse umfangreiche Serienausstattung. Dazu gehören zwei Airbags, elektrische Fensterheber, Zentralverriegelung, selbstsperrende Naben, Servolenkung, ein Heckflügel mit dritter Bremsleuchte, eine Wegfahrsperre, ein Seitenaufprallschutz, Breitreifen sowie ein vollwertiges Ersatzrad. Gegen Aufpreis waren ABS, Alufelgen, eine Klimaanlage, eine Lederausstattung und ein Vierstufen-Automatikgetriebe lieferbar. Weiterhin standen fünf Außenlackierungen zur Wahl: Midnight Black Metallic, Lava Red, Ultra Blue Metallic, Silver Pearl und Arctic Ice. 
1997 gab es zudem ein Sondermodell namens Phillipe Cousteaux. Diese verfügten über ein Bodykit mit Frontschutzbügel, Trittbrettern und Radlaufverbreiterungen, die alle in der Karosseriefarbe ausgeführt waren. Außerdem gab es spezielle 16-Zoll-Räder und Aufkleber, die das Fahrzeug als eines von 3000 nummerierten Fahrzeugen auswiesen.
Wegen des kurzen Radstandes und des hohen Schwerpunktes war das Fahrverhalten des X-90 vor allem bei höheren Geschwindigkeiten heikel. Zudem besaß der Wagen für die Unterbringung der herausnehmbaren Dachhälften kein gesondertes Staufach, was deren Unterbringung bei Offenfahrten problematisch und die Nutzung des Kofferraums fast unmöglich machte. Obendrein war durch die Rundum-Verspoilerung die Geländetauglichkeit stark eingeschränkt.

Zum Stichtag 1. Januar 2024 waren laut Kraftfahrtbundesamt in Deutschland noch 290 Suzuki Vitara X-90 angemeldet.

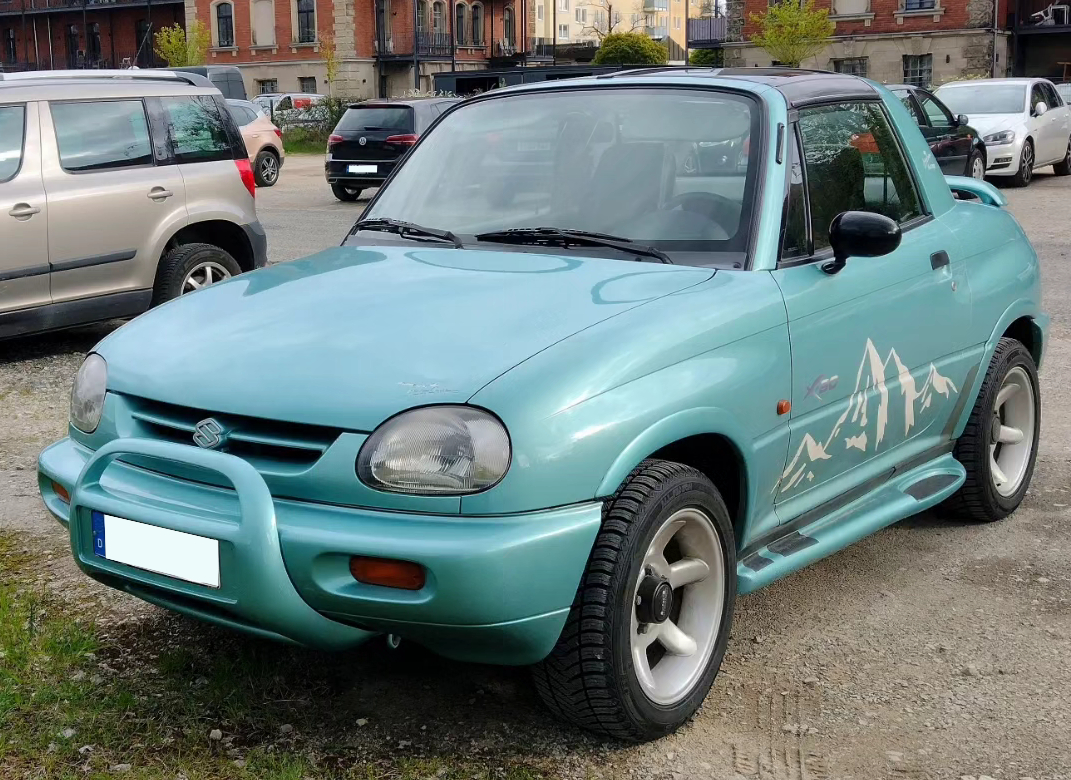
Suzuki Vitara X-90 Phillipe Cousteaux
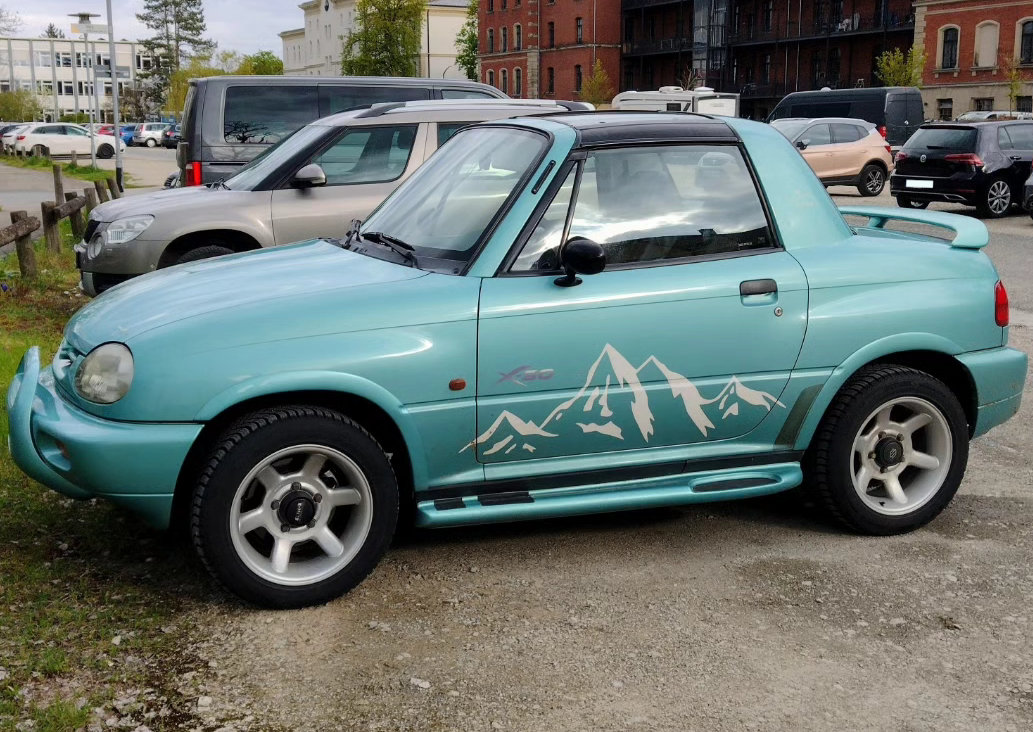
Seitenansicht
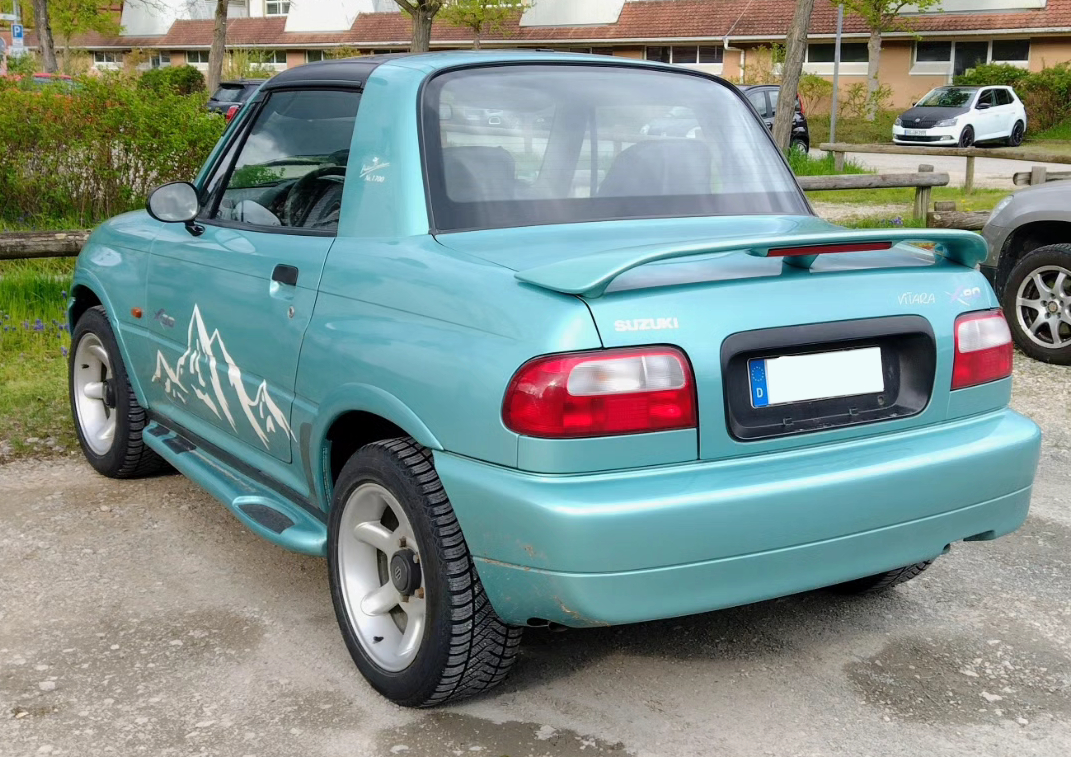
Der Vitara X-90 besitzt ein für ein SUV ungewöhnliches Stufenheck.
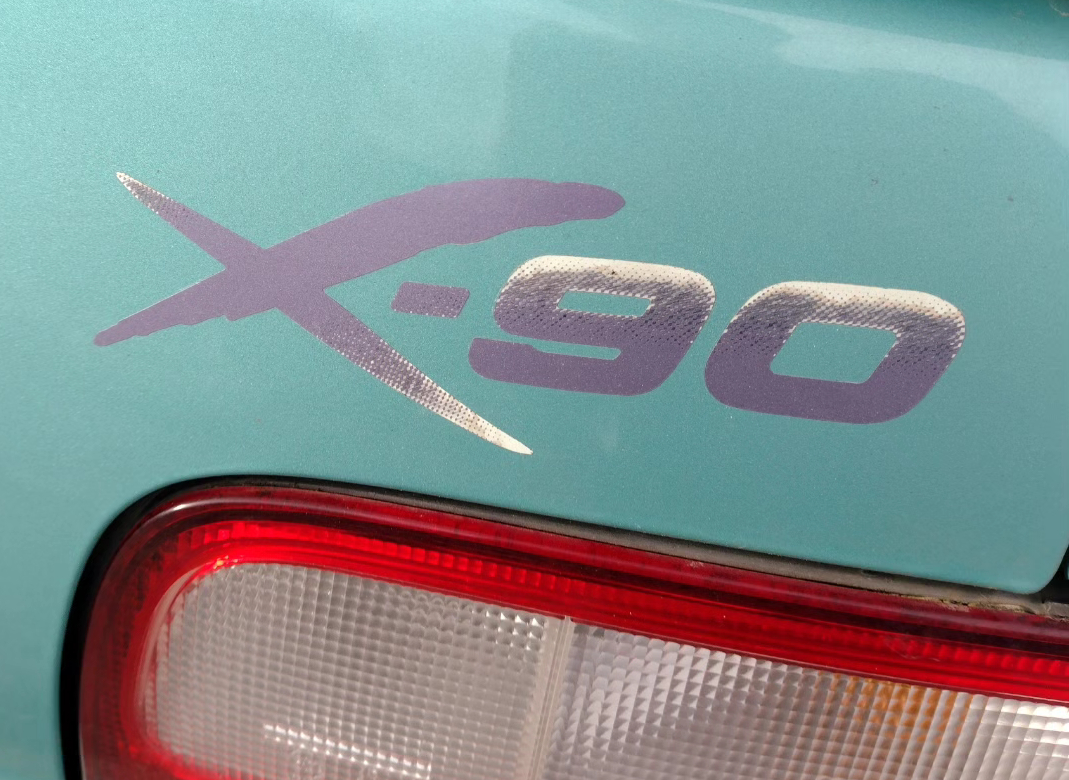
Logo
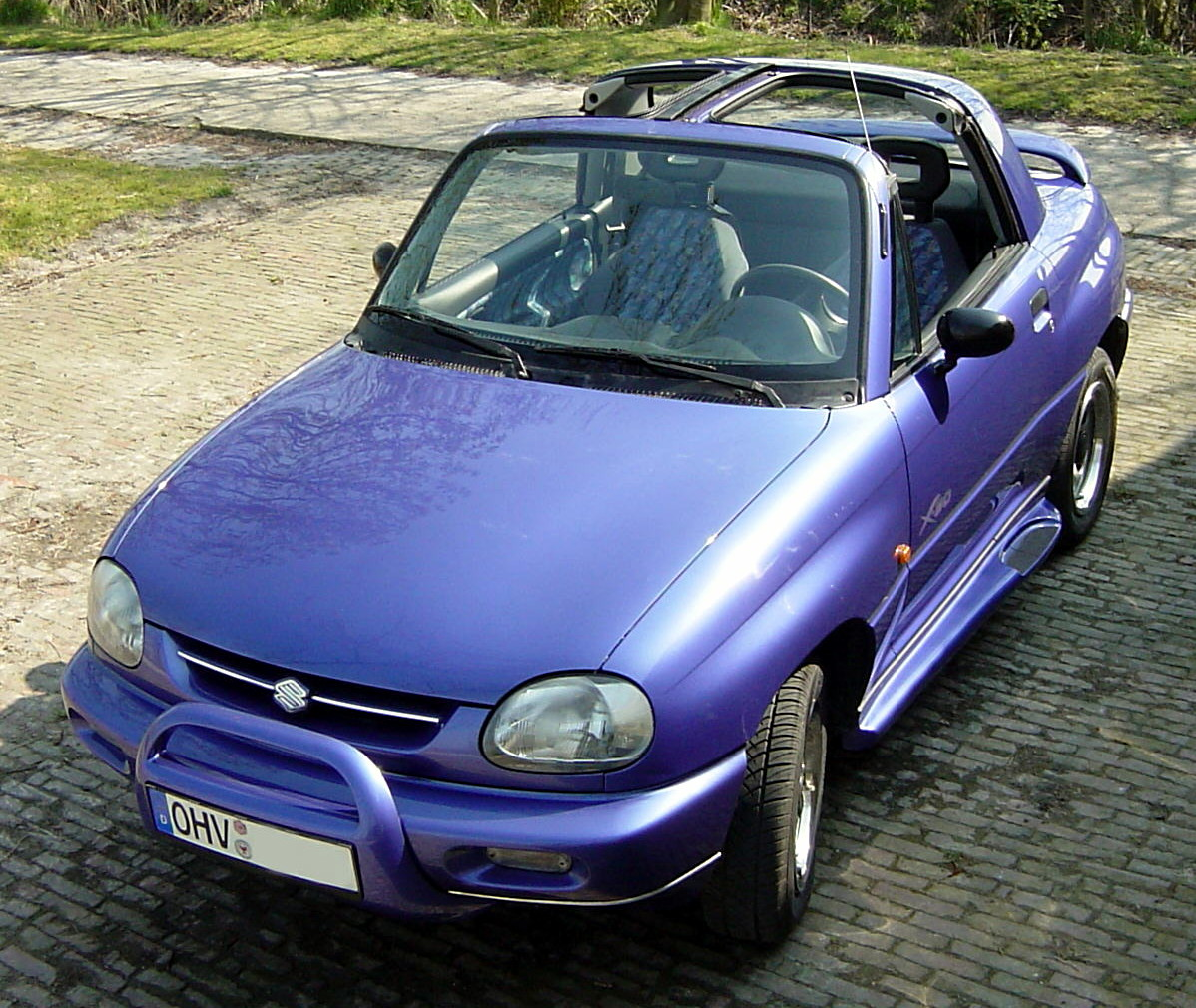
Mit geöffnetem Targa-Dach

## Motordaten
| Modell  | Typ                                                              | Hubraum  | Leistung                     | Drehmoment            | Verbrauch          | 0–100 km/h | Vmax     |
| ------- | ---------------------------------------------------------------- | -------- | ---------------------------- | --------------------- | ------------------ | ---------- | -------- |
| 1.6 16V | Ottomotor: R4, 16V, OHC, geregelter Kat, Multipoint-Einspritzung | 1590 cm³ | 71 kW (97 PS) bei 5600 min−1 | 132 Nm bei 4000 min−1 | 9,0 l Super/100 km | 15,0 s     | 140 km/h |